# Эффект Кирка
Эффект Кирка — явление увеличения толщины базы биполярного транзистора, вызываемое ростом тока коллектора выше некоторой величины {\displaystyle I_{CK}} при прочих неизменных условиях.
Объясняется повышением концентрации неосновных носителей в базе при больших токах коллектора, которая вызывает уменьшение толщины области пространственного заряда коллекторного перехода, и, таким образом увеличение толщины базы. Пороговая величина тока коллектора {\displaystyle I_{CK}}, начиная с которой возникает эффект Кирка, определяется из условия превышения концентрации электронов, вызванной протеканием тока {\displaystyle I_{CK}} над концентрацией примеси {\displaystyle N_{B}} на границе базы со стороны коллектора, то есть из условия {\displaystyle {\frac {I_{CK}}{Sev_{s}}}>N_{B}}. Отсюда следует: {\displaystyle I_{CK}>Sev_{s}N_{B}} Эффект Кирка уменьшает коэффициент усиления по току {\displaystyle \beta _{F}={\frac {|I_{C}|}{|I_{B}|}}} и увеличивает время пролета неосновных носителей через базу.